# Versailles (Pensilvania)
Versailles es un borough ubicado en el condado de Allegheny en el estado estadounidense de Pensilvania. En el año 2000 tenía una población de 1.724 habitantes y una densidad poblacional de 1,331.3 personas por km².

## Geografía
Versailles se encuentra ubicado en las coordenadas 40°19′1″N 79°50′0″O / 40.31694, -79.83333.

## Demografía
Según la Oficina del Censo en 2000 los ingresos medios por hogar en la localidad eran de $24,552 y los ingresos medios por familia eran $36,184. Los hombres tenían unos ingresos medios de $29,242 frente a los $24,464 para las mujeres. La renta per cápita para la localidad era de $15,889. Alrededor del 16.6% de la población estaba por debajo del umbral de pobreza.